# 園部好德
園部 好德（そのべ よしのり、1977年7月7日 - ）は、日本の男性声優。ぷろだくしょんバオバブ所属。東京都出身。

## 人物
専門学校東京アナウンス学院、声の劇団イマージュ付属研究所3期卒業。
以前は「声の劇団イマージュ」に所属していた。
資格は普通自動車免許、フォークリフト運転免許。
趣味はPC、テレビゲーム、模型・フィギュア製作。特技は柔道、空手、ボーイスカウト。

## 出演

### テレビアニメ
2000年
- はじめの一歩（2000年 - 2002年、テスト生、観客、学生達、ネフマ・オズカ 他）

2001年
- シャーマンキング（イアン、ビッグガイビル）
- 地球少女アルジュナ（副官、男、副官B）
- 魔法戦士リウイ（コングコブラ、冒険者B、強盗、門番 他）

2002年
- 藍より青し（魚屋、射的屋、工員、山田くん）
- 十二国記（州師、王師兵、衛兵、捕り手達、小松の家臣 他）
- ちょびっツ（スナックのママ、書店店員、男）
- ポケットモンスター（タツミ、ハンポ）
- ポケットモンスター アドバンスジェネレーション（2003年 - 2005年、マグマ団員、スキゾー、アクア団員、ガードマンB）

2003年
- アストロボーイ・鉄腕アトム（トニー、バグジー、ボンボン、ニュースの声、操縦士 他）
- 宇宙のステルヴィア（管制官、国務相）
- カスミン（ロウソクA）
- GAD GUARD（ミキオ、受付、ボブ）
- DEAR BOYS（近藤裕次）
- 鋼の錬金術師（2003年 - 2004年、男5、シェフ、オヤジ、看守A、傭兵）

2004年
- 頭文字D Fourth Stage（東堂塾生、山下、ギャラリー）
- 犬夜叉（妖怪）
- かいけつゾロリ（サイブス、大入道 他）
- サムライチャンプルー（町人、永富組子分、親分、役人）
- 双恋（カトリーヌ）
- BECK（校長先生）
- 妄想代理人（ウェイター）
- 焼きたて!! ジャぱん（サンピエールの部下、黒服、試験官）

2005年
- IGPX（男）
- 英國戀物語エマ（係員）
- ガラスの仮面（ゴッドフリード伯爵役）
- 強殖装甲ガイバー（グレゴール、ガスター、ジャービル・ブン・ハイヤーン、ゼンクルブ）
- CLUSTER EDGE（兵士、村人）
- ケロロ軍曹（記者）
- 極上生徒会（黒服D）
- 灼眼のシャナ（岡田先生）
- ToHeart2（先生）
- NARUTO -ナルト-（2005年 - 2006年、五寸釘の手下、料理忍者）
- B-伝説! バトルビーダマン 炎魂（村長）
- フタコイ オルタナティブ
- BLACK CAT（ムンドック）

2006年
- ARIA The NATURAL（おじさん）
- いぬかみっ!（神父）
- イノセント・ヴィーナス（兵士、若者達）
- うたわれるもの（村人）
- おとぎ銃士 赤ずきん（猟師）
- ガラスの艦隊（見張り）
- 牙（ラジャ）
- ゴーストハント（吉見和泰、吉野、校長）
- 地獄少女 シリーズ（2006年 - 2017年、武者、小牧公彦、住民） - 2シリーズ
- しましまとらのしまじろう（おじさん）
- 少年陰陽師（挙父）
- スーパーロボット大戦OG -ディバイン・ウォーズ-（2006年 - 2007年、オペレーター、将官、DC士官、戦車兵）
- 蒼天の拳（2006年 - 2007年、紅華会1、ゴラン、中尉、紅華会残党2、宇占海 他）
- タクティカルロア（委員3、広報部3）
- 天保異聞 妖奇士（主人）
- NANA（本田）
- 働きマン（記者C）
- 武装錬金（大浜真史、委員）
- ポケットモンスター ダイヤモンド&パール（スキゾー）
- まじめにふまじめ かいけつゾロリ（宇宙人の王様）
- LEMON ANGEL PROJECT（ボディガード）
- 錬金3級 まじかる?ぽか〜ん（焼き芋屋さん、おやじ）
- ロックマンエグゼBEAST+（ジャッジマン）

2007年
- エル・カザド（支配人）
- 銀魂（2007年 - 2018年、西野掴、浪士A、厭魅眠蔵） - 3シリーズ
- 鋼鉄神ジーグ（所員、所長、官房長官）
- ご愁傷さま二ノ宮くん（バニー）
- この青空に約束を― 〜ようこそつぐみ寮へ〜（神山淳二）
- シャイニング・ティアーズ・クロス・ウィンド（ラザラス）
- 灼眼のシャナII（岡田先生）
- スカイガールズ（首相）
- 瀬戸の花嫁（腹マイトの銀二）
- DARKER THAN BLACK -黒の契約者-（進路誘導のアナウンス）
- 逮捕しちゃうぞ フルスロットル（男性隊員、犯人）
- D.Gray-man（バズ、アクマB）
- デルトラクエスト（カーン部隊、グノメ族、しましまロッキー、盗賊 他）
- BACCANO! -バッカーノ!-（ドニー）
- パンプキン・シザーズ（局員、スナブノーズ）
- Myself ; Yourself（バーテンダー）
- 護くんに女神の祝福を!（男）
- MOONLIGHT MILE 1stシーズン -Lift off-（作業員A）
- レンタルマギカ（ゲーティア部下、紙兵）
- ロミオ×ジュリエット（店主）
- 爆丸バトルブローラーズ（キーブル）

2008年
- あまつき（飛脚）
- アリソンとリリア（男A）
- ウエルベールの物語 〜Sisters of Wellber〜 第二幕（近衛隊長）
- ゴルゴ13（ホームレス、刑事）
- To LOVEる -とらぶる-（寿司屋の主人）
- バトルスピリッツ 少年突破バシン（警備員C）
- BLEACH（フラシオン）
- ミチコとハッチン（2008年 - 2009年、街の男、店主）
- 無限の住人（八角篤五）
- 爆丸バトルブローラーズ（キーブル）
- 名探偵コナン（2008年 - 2016年、刑事B、玉井常幸）
- レンタルマギカ（首なし貴族の霊、武者、ゲーティア従弟、幹部）
- ロザリオとバンパイア（同級生、寮生、側近、生徒、男子、ツッパリ）
- 湾岸ミッドナイト（解体工場社長）
- ONE OUTS -ワンナウツ-（2008年 - 2009年、ペドロサ、長谷川、富岡、中内、野添 他）

2009年
- クロスゲーム（中西大気）
- 蒼天航路（高順）
- 鋼の錬金術師 FULLMETAL ALCHEMIST（2009年 - 2010年、リーダー、司令官）
- バトルスピリッツ 少年激覇ダン（2009年 - 2010年、ズングリー父、カードバトラーC、男A、部下B）
- PandoraHearts（マッドベイビー）

2010年
- SDガンダム三国伝 Brave Battle Warriors（黄巾賊）
- 伝説の勇者の伝説（ベリル卿）

2011年
- バトルスピリッツ 覇王（ヒデ）

2012年
- 機動戦士ガンダムAGE（ロッド・アブス）
- クロスファイト ビーダマン（荒野グン）

2013年
- 最強銀河 究極ゼロ（ボス）
- ブラッドラッド（北のボス）

2014年
- ガイストクラッシャー（リョクセン）
- 金田一少年の事件簿R（志田智明）
- ディスク・ウォーズ:アベンジャーズ（ドラックス・ザ・デストロイヤー）

2015年
- 蒼穹のファフナー EXODUS（カマル・デクスター）
- バトルスピリッツ 烈火魂（蒼海明王）

2016年
- パズドラクロス（SDF隊長）
- バトルスピリッツ ダブルドライブ（町民A）

2017年
- 境界のRINNE（張子）

2018年
- 忍たま乱太郎（山伏）
- バキ（分銅男）

2020年
- アサティール 未来の昔ばなし（護衛隊長）

2021年
- 出会って5秒でバトル（案内人、組織の男A、黒服）

### 劇場アニメ
2001年
- 頭文字D Third Stage
- サクラ大戦 活動写真（兵士）

2002年
- 千年女優

2003年
- 東京ゴッドファーザーズ

2007年
- ジョジョの奇妙な冒険 ファントムブラッド（タルカス、警官）

2018年
- クレヨンしんちゃん 爆盛!カンフーボーイズ〜拉麺大乱〜（研究員C）

### OVA
2002年
- ナースウィッチ小麦ちゃんマジカルて（後藤さん、血美怒露A）
- マクロス ゼロ（イエロー・ツー）

2003年
- 天地無用! 魎皇鬼（第三期）（バグマ）

2004年
- ナースウィッチ小麦ちゃんマジカルてZ（後藤さん）

2005年
- トップをねらえ2!（カトフェル・パタタ）

2006年
- しゃくがんのシャナたん3tri-（先生）

2007年
- 星の記憶（ルナ・マリウス）

2008年
- THE IDOLM@STER LIVE FOR YOU! オリジナルアニメDVD（トラック運転手）

### Webアニメ
- 無限の住人-IMMORTAL-（2019年、大迫）

### ゲーム
2005年
- ふしぎの海のナディア〜Inherit the Bluewater〜（ガーゴイル兵、兵隊長）
- 義経英雄伝（伊勢三郎義盛）

2006年
- ミステリート 〜八十神かおるの事件ファイル〜（毒島武雄）

2007年
- 武装錬金 ようこそ パピヨンパークへ（大浜真史）
- Halo 3

2008年
- アオイシロ（馬瓏琉）
- ガンダム無双2（一般兵）
- スカイ・クロラ イノセン・テイセス（アオザサ）
- スーパーロボット大戦Z（百鬼兵、百人衆、アルデバロン兵）
- 無限のフロンティア スーパーロボット大戦OGサーガ

2009年
- スーパーロボット大戦NEO
- セイクリッドブレイズ -SACRED BLAZE-（忍者）
- 不確定世界の探偵紳士 〜悪行双麻の事件ファイル〜（毒島武雄）

2010年
- エンド オブ エタニティ（ラガーフェルド）
- ぱすてるチャイムContinue

2012年
- ガイストクラッシャー（リョクセン）
- 第2次スーパーロボット大戦OG（ミチル・ハナテン）

2014年
- 第3次スーパーロボット大戦Z 時獄篇

2015年
- 幻影異聞録♯FE（トムス）

2016年
- スーパーロボット大戦OG ムーン・デュエラーズ（ミチル・ハナテン）

2018年
- 銀魂乱舞（厭魅眠蔵）

2019年
- アークザラッド R（ダニーロ）

### CD
- 学園創世 猫天!（武蔵丸）
- 危機之介御免（伊沢）
- スーパーロボット大戦OG×無限のフロンティア スペシャルドラマ&サウンドトラックDisc（シャドウミラー兵C）
- ドラマCD CLANNAD -クラナド- Vol．2 一ノ瀬ことみ（ことみの父）
- 殿といっしょ 2（山本勘介）
- B壱（恐怖ロボ）
- 棺担ぎのクロ。〜懐中旅話〜（大量の大魚亭・主人）
- 武装錬金（大浜真史）
- ポーの一族 第5巻（ピエール）・第6巻（牧師）
- Mr.FULLSWING（三象男歩）

### ラジオドラマ
- VOMIC SKET DANCE（小田倉）

### 吹き替え

#### 映画
- 蒼き狼 チンギスハーン
- アルナーチャラム 踊るスーパースター（アリヴァラハン）
- S.E.K.（ヘルマー）
- エミルの空
- オーメン
- コーチ・カーター（チュウ）
- コモドVSキングコブラ
- 真・三国志 天地戦乱（張飛〈李慶祥〉）
- ステップフォード・ワイフ
- 世界で一番パパが好き!
- トロイ
- BIOHAZARD デス・プラント（ティム）
- ファイナル・オプション（ハークネス〈アラン・ミッチェル〉）※DVD版
- ブルーサンダー ※ソフト版

#### ドラマ
- クリミナル・マインド5 FBI行動分析課（アール）
- ラスト・キングダム（ブルーベル）

#### アニメ
- おさるのジョージ

#### 人形劇
- 聖石傳説 英雄伝（鬼王棺）

### 舞台
- 天神さまのほそみち（風船売り）
- RATS（大将）

### その他コンテンツ
- livedoor Net Anime 暗黒キャット episode-3 『暗黒キャットと誕生日の夜』（警官）